# Bursera attenuata
Bursera attenuata es una especie de planta dicotiledónea descrita por primera vez por Joseph Nelson Rose y cuyo nombre actual fue dado por Riley. Bursera attenuata es parte del género Bursera y de la familia Burseraceae. No tiene subespecies registradas en Catalogue of Life. 